# Trabucaires, bandolers i galejadors

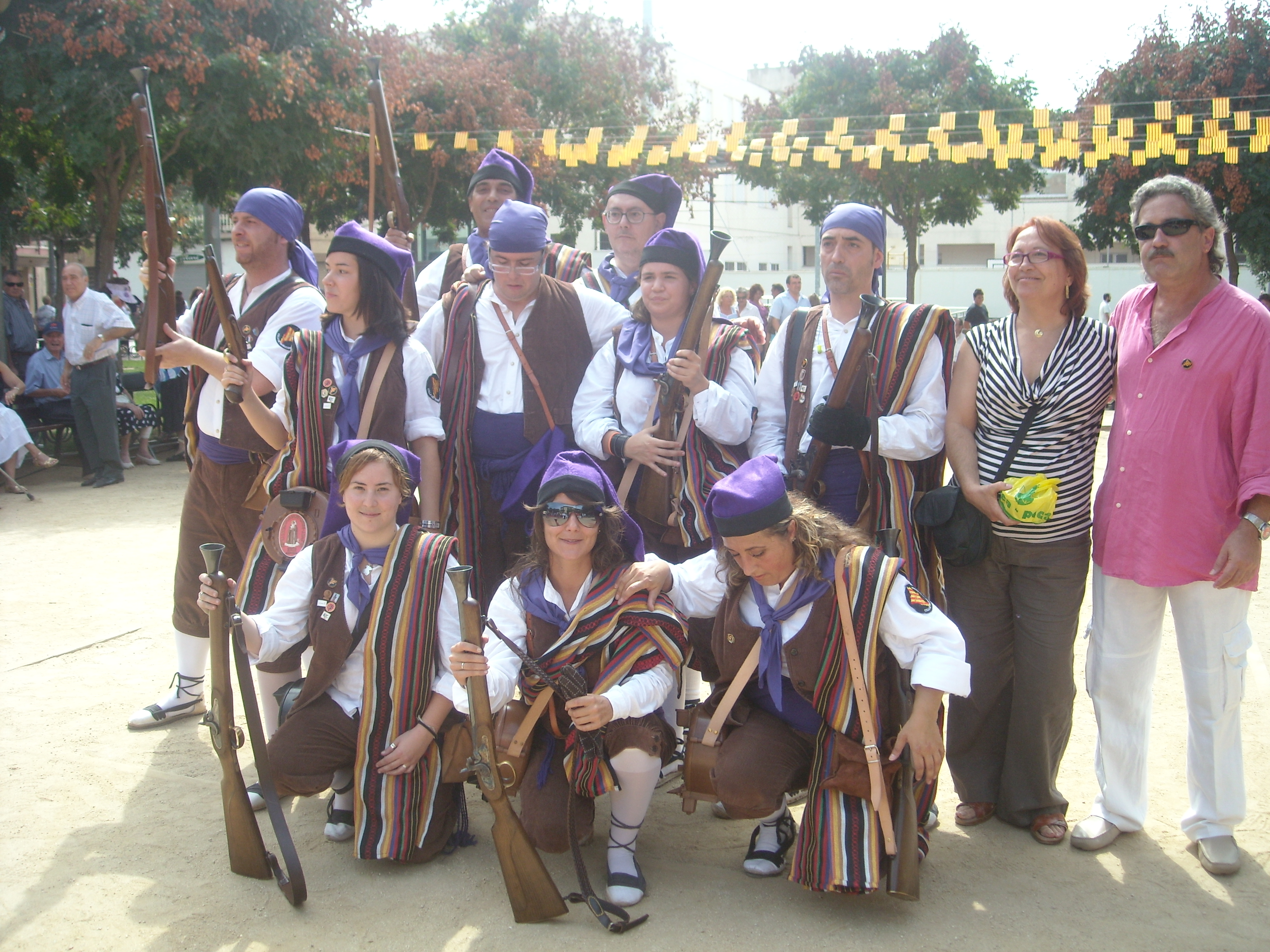
La colla dels trabucaires de Rubí

Trabucaires, bandolers i galejadors és un element festiu que fa referència a la utilització d'armes de foc per motius festius o de recreació històrica que forma part del Catàleg del Patrimoni Festiu de Catalunya des de l'11 de juliol de 2011. La tradició de trabucaires, bandolers o galejadors que engeguen trets a les festes, siguin històrics o recreats s'ha mantingut al llarg del temps, només condicionada per les intermitents prohibicions.
Actualment existeixen una quarantena de grups de trabucaires perfectament consolidats, una dotzena de balls de Serrallonga i un creixent nombre de festes de recreació històrica o llegendària, en línia amb un model festiu molt comú a Europa. El galejar o engegar trets a les festes de Catalunya és un fet que per tradició i context forma part del patrimoni immaterial de Catalunya. Tant en les festes en les quals és tradicional com en les que es recrea un fet històric o llegendari, es fa palesa la utilització d'armes de foc i no comporta discriminació o violència contràries als valors principals que inspiren l'ordenament jurídic.

## Història
La utilització d'armes de foc dins la festa per motius de solemnitat o d'alegria és tan antiga com les armes de foc mateixes. Al segle xvi, estava generalitzat l'ús d'armes de foc, essent molt habitual fer descàrregues o salves perfectament ritualitzades dins les celebracions solemnes per honorar personatges importants o a les imatges religioses a les processons. D'aquí apareix el mot galejar o l'expressió “fer gala” que signifiquen transmetre l'alegria de la festa fent-ho avinent engegant trets, els galejadors tant eren les organitzacions armades oficials, com la gent del mateix poble, que en aquells temps també disposava d'armes. Mentre que els primers galejaven en moments concrets del ritual amb escopetes, les armes de qualitat de l'època, de forma espontània la gent també galejava, els qui en tenien amb escopeta però molts d'altres amb trabucs que era l'arma de què disposaven i que els donaria nom.
Al llarg de la història, a Catalunya, a més de les cossos militars existien els miquelets i el sometent. Els miquelets eren una milícia de caràcter mercenari o voluntari reclutats com a reforç de les tropes regulars, anomenats així des de la Guerra dels Segadors i que amb interrupcions van existir fins al segle xix a les primeres guerres carlines. Els sometents eren organitzacions veïnals de caràcter tant policial com militar d'autoprotecció civil. Els seus antecedents eren els anomenats sagramentals ja documentats al segle xi i que derivarien en els sometents. Malgrat ser abolits i refundats en diverses ocasions, els sometents van ser dissolts oficialment pel Senat espanyol el 1978.
Els anomenats trabucaires eren grups més o menys irregulars d'homes condicionats per la pobresa, que armats amb aquestes armes de foc vivien sovint al marge de la llei, per una banda sobrevivien d'aquesta manera i per l'altra, s'enfrontaven al poder establert. D'aquí ens ha arribat un doble concepte idealitzat dels trabucaires, mentre la gent mancada de recursos que els considerava herois, aventurers, defensors de la terra... el dels estament propers a la monarquia els perseguien i repudiaven pels furts que cometien. L'ús del mot trabucaire apareix per primer cop per anomenar als irregulars que participaren en la guerra de la Convenció contra la República Francesa (1793-1795) i posteriorment, els guerrillers de la guerra del Francès (1808-1814), els insurgents reialistes en el trienni constitucional (1820-1823), els guerrillers carlins del 1833-1840, a part dels bandolers d'extracció camperola i també als grups armats de la tercera guerra carlina (1873-1876).
En les festes, qualsevol d'aquests col·lectius esmentats acomplien la funció de galejar o “fer gala” engegant trets amb trabucs i escopetes, fos de forma solemne en les cerimònies oficials amb una funció honorífica com de manera espontània per manifestar alegria amb motiu de les festes. No existeix una constant continuada al llarg del temps de quins d'aquests grups armats engegaven trets atès que els mateixos grups han patit al llarg de la història dissolucions. Sempre però que hi havia festa, qui fos que disposava d'arma de foc i del dret a usar-la galejava, fins i tot al llarg del segle xx, en els llocs en els quals existia un destacament militar o fins i tot de la guàrdia civil, per les festes locals o per motiu d'efemèrides havien engegat trets de salva. Al llarg de la història, les restriccions del galeig són directament proporcionals a les prohibicions d'armes de foc.
L'esment de les expressions “fer gala” o galejar la trobem documentada el 1571 a Solsona en la celebració de la victòria per la batalla de Lepant i a Centelles el 1620 amb l'arribada a la població de les relíquies de Santa Coloma, per citar-ne dos exemples. A Solsona existeix en l'arxiu del Claustre del municipi, una partida de comptes de 1687 en la qual s'especifica expressament la compra de pólvora per galejar la Festa Major. És a dir que no només es galejava en ocasions de celebracions extraordinàries, sinó també per les festes habituals, com és el cas de les Caramelles o la Festa Major. A propòsit de Centelles, una part essencial de la festa actual són els trets d'escopeta dels més de tres-cents galejadors, una festa que ha conservat l'estructura pràcticament igual des de finals del segle xviii.
Com antecedent de les actuals festes de reconstrucció històrica o llegendària trobem alguns dels balls parlats, peces teatrals de carrer que representaven textos tant hagiogràfics com històrics o llegendaris, que prenen especial relleu a partir del segle xviii i sobretot al XIX. A vegades les representacions es feien al llarg del dia i en lloc molt variats de la població, de tal manera que més que peces teatrals eren recreacions. En alguns d'aquests balls parlats també s'utilitzaven armes de foc, amb les descàrregues de les quals es produïen uns efectes especials que donaven veracitat a la representació, molts d'aquests textos, que eren en castellà, provenien de romanços: Ball de la Rosaura, Ball de Sebastiana del Castillo; Ball de Marcos Vicente; Ball de los Embozados de Madrid... De totes aquestes representacions la que més ha perviscut en el temps ha estat el Ball de Serrallonga, sobre la vida d'aquest popular bandoler executat el 1633 i que el 1760 ja tenia una representació teatral sobre la seva vida, representació que malgrat interrupcions s'ha mantingut vigent fins a l'actualitat a diverses poblacions.
L'ús de les armes de foc en les festes i a les representacions festives ha estat sotmès a prohibicions estrictes depenent dels moments històrics que ha tocat viure, per exemple durant la dictadura d'en Primo de Rivera, en la qual els sometents podien desfilar però amb l'arma descarregada o com el cas del Ball de Serrallonga de Terrassa que l'any 1930 anava amb la boca dels trabucs plena de guix. El franquisme també va portar la prohibició d'utilitzar armes a tots aquells que no fossin els autoritzats pel règim. Els trabucaires de Solsona que fins a la guerra civil havien galejat per caramelles van deixar d'existir i molts balls de Serrallonga van desaparèixer. En la postguerra era impossible obtenir permisos per poder utilitzar armes de foc encara que fossin d'avantcàrrega. Només i de forma molt limitada i controlada van poder subsistir les galejadors en la Festa del Pi de Centelles, festa que només va patir interrupció durant la guerra civil.
A partir d'alguns tímids intents en la dècada de 1950, però estèrils degut a les prohibicions governatives, l'any 1965, després d'aconseguir els permisos corresponents es constituí la Colla de Trabucaires de Solsona, la primera de la més de quarantena de colles existents avui repartides per tot el territori. L'any 1982, en el marc del 1r Congrés de Cultura Tradicional i Popular de Catalunya es van posar les bases per la creació aquell mateix any de la Coordinadora de Trabucaires de Catalunya, que a més d'aglutinar les entitats, promou l'organització anual de la Trobada Nacional de Trabucaires de Catalunya que enguany arriba a la 29 edició. Des de la seva recuperació i recreació, un bon nombre de colles de trabucaires han recuperat el costum de galejar, fins i tot engegant salves ritualitzades o honorífiques.
Pel que fa als balls parlats, des d'inicis de la dècada de 1980 han experimentat una recuperació important i en concret els Balls de Serrallonga, que utilitzen armes de foc, arriben a la dotzena. Per altra banda, des de la dècada de 1990 i en la mateixa línia de moltes festes de llarga tradició a Europa, han nascut i estan naixent un seguit de festes de reconstrucció històrica en les quals també s'utilitzen armes de foc: la Festa del Timbaler del Bruc (2000), Festa d'en Toca-sons de Taradell (1993), festa Reviu la història dels setges napoleònics a Girona (2007), festa Torna Serrallonga a Sant Hilari Sacalm (2002).